# Oriolus steerii
Oriolus steerii é uma espécie de ave da família Oriolidae.
É endémica das Filipinas.
Os seus habitats naturais são: florestas subtropicais ou tropicais húmidas de baixa altitude.